# الماء (وو شينغ)
في الفلسفة الصينية، الماء (بالصينية: 水) هو أدنى نقطة في المادة. ويعتبر مرحلة موت المادة أو اختفائها. الماء هو العنصر الخامس في دورة وو شينغ.
من بين العناصر الخمسة، يعتبر الماء هو العنصر الأكثر يينًا في الطبيعة. حركته إلى الأسفل وإلى الداخل، وطاقته هي السكون والمحافظة.
يرتبط الماء باللون الأسود، كوكب عطارد، القمر (الذي كان يُعتقد أنه يسبب سقوط الندى في الليل)، الليل، الشمال، الشتاء أو الطقس البارد، والسلحفاة السوداء (Xuan Wu) في الرموز الأربعة للأبراج الصينية.

## الصفات
في الفكر الطاوي الصيني، يمثل الماء الذكاء والحكمة والمرونة والنعومة والليونة؛ ومع ذلك، يُقال إن الوفرة الزائدة من العنصر تسبب صعوبة في اختيار شيء ما والالتزام به. وبنفس الطريقة، يمكن أن يكون الماء سائلاً وضعيفًا، ولكن يمكن أن يمارس أيضًا قوة كبيرة عندما يفيض ويغمر الأرض. في الطب الصيني، يُعتقد أن الماء يحكم الكلى والمثانة والجينغ. ويرتبط بالأذنين والعظام. المشاعر السلبية المرتبطة بالمياه هي الخوف والقلق، والمشاعر الإيجابية هي الشجاعة وفضيلة الحكمة، "الروح" المرتبطة بالمياه هي zhi (志)، وتعني "الإرادة" أو "العزم".